# Бекер (округ, Міннесота)
Шаблон:StateAbbr_ 46°56′ пн. ш. 95°40′ зх. д. / 46.93° пн. ш. 95.67° зх. д.
Округ Бекер (англ. Becker County) — округ (графство) у штаті Міннесота, США. Ідентифікатор округу 27005.

## Історія
Округ утворений 1858 року.

## Демографія
За даними перепису
2000 року
загальне населення округу становило 30000 осіб, зокрема міського населення було 7315, а сільського — 22685.
Серед мешканців округу чоловіків було 14956, а жінок — 15044. В окрузі було 11844 домогосподарства, 8190 родин, які мешкали в 16612 будинках.
Середній розмір родини становив 3,02.
Віковий розподіл населення поданий у таблиці:
| Стать    | До 15 років | 15-21 | 22-29 | 30-39 | 40-49 | 50-65 | 65-85 | Понад 85 |
| -------- | ----------- | ----- | ----- | ----- | ----- | ----- | ----- | -------- |
| Чоловіки | 3281        | 1543  | 1138  | 1908  | 2304  | 2620  | 1967  | 195      |
| Жінки    | 3117        | 1387  | 1036  | 1888  | 2261  | 2599  | 2266  | 490      |

## Суміжні округи
- Меномен — північ
- Клірвотер — північний схід
- Габбард — північний схід
- Водена — південний схід
- Оттер-Тейл — південь
- Клей — захід
- Норман — північний захід

## Виноски
1. ↑  US Decennial Census. US Census Bureau. Архів оригіналу за 2 березня 2013. Процитовано 5 жовтня 2014.
2. ↑  Historical Census Browser. University of Virginia Library. Архів оригіналу за 11 серпня 2012. Процитовано 5 жовтня 2014.
3. ↑  Population of Counties by Decennial Census: 1900 to 1990. US Census Bureau. Архів оригіналу за 4 серпня 2014. Процитовано 5 жовтня 2014.
4. ↑  Census 2000 PHC-T-4. Ranking Tables for Counties: 1990 and 2000 (PDF). US Census Bureau. Архів оригіналу (PDF) за 18 грудня 2014. Процитовано 5 жовтня 2014.
5. ↑  State & County QuickFacts. Бюро перепису населення США. Архів оригіналу за 7 липня 2011. Процитовано 31 серпня 2013. [Архівовано 2011-06-07 у Wayback Machine.](англ.) Наведено за англійською вікіпедією.
6. ↑  American FactFinder. Бюро перепису населення США. Архів оригіналу за 26 лютого 2012. Процитовано 31 січня 2008. [Архівовано 2008-05-21 у Wayback Machine.]

| США | Це незавершена стаття з географії США. Ви можете допомогти проєкту, виправивши або дописавши її. |